# Fillomino

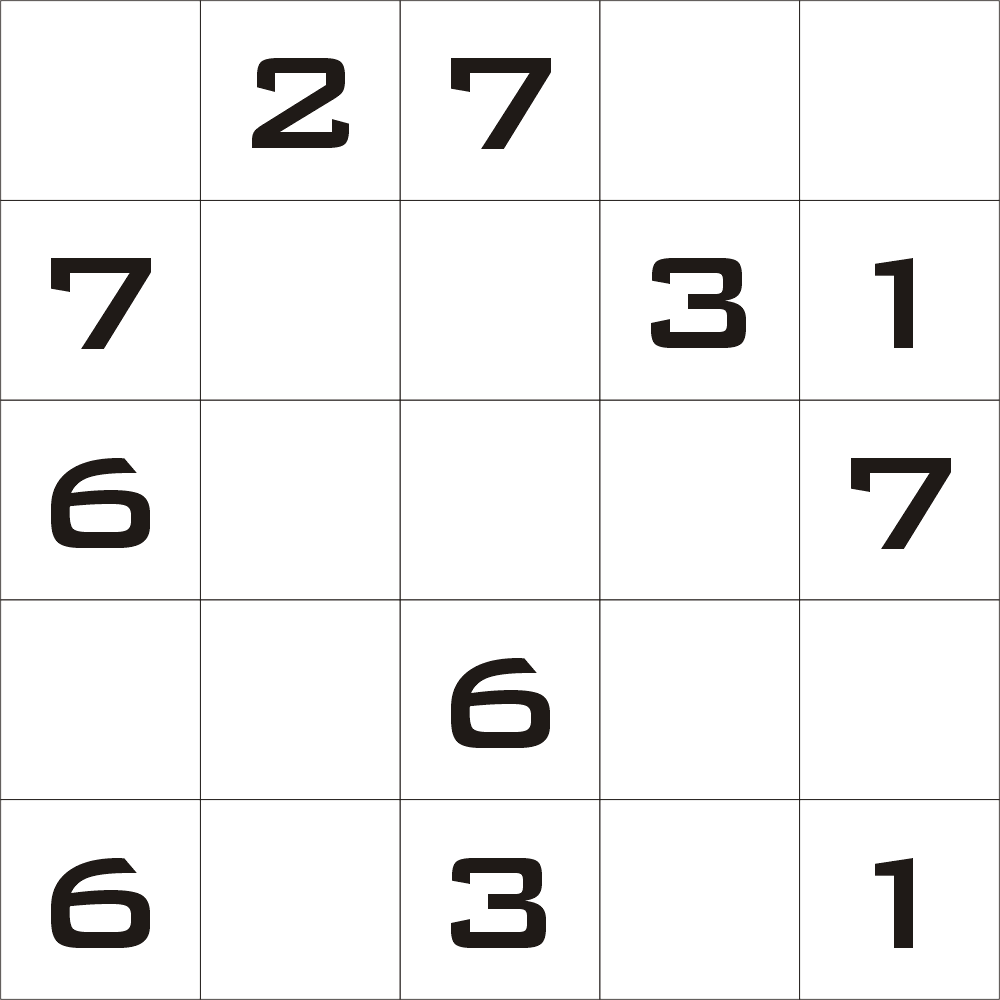
Voorbeeld van een Fillomino

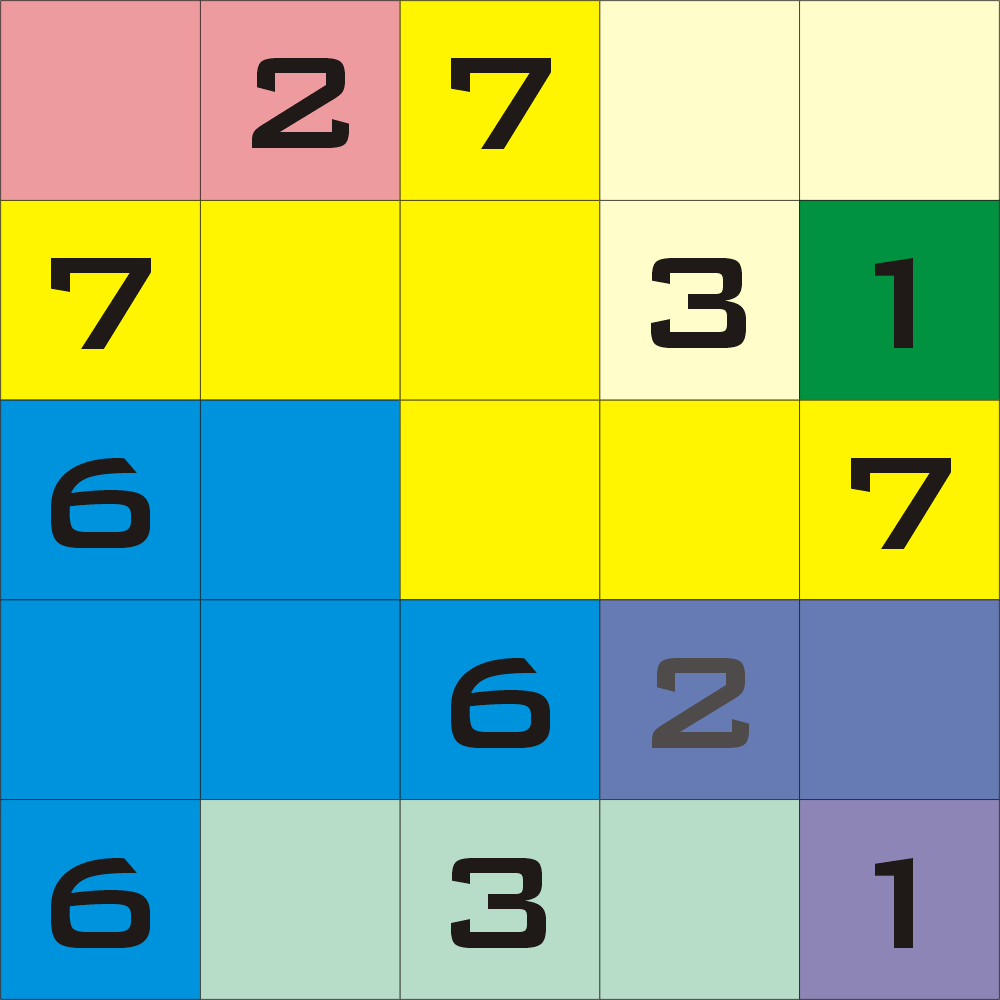
Bijbehorende oplossing

Fillomino (Japans: フィルオミノ) is een logische puzzel ontworpen door de Japanse uitgever Nikoli.
Fillomino wordt gepeeld op een rechthoekig diagram van elke mogelijke grootte, waarbinnen vakjes met stippellijnen zijn getekend. Sommige vakjes zijn vooraf ingevuld met cijfers.
Het doel van Fillomino is om het diagram te vullen met bouwstenen (polyomino's). De grootte van de bouwstenen wordt bepaald door de ingevulde cijfers; elk nummer bevindt zich in een bouwsteen die precies evenveel vakjes bevat als aangegeven.
Twee stenen van dezelfde grootte mogen geen gemeenschappelijke grens hebben.
Anders dan bij Japanse cijferpuzzels is er geen één-op-één relatie tussen de bouwstenen en de gegeven cijfers. Een bouwsteen kan meerdere gelijke nummers hebben en er kunnen vakjes zijn die helemaal geen cijfer bevatten. Daarom moet dan ook worden bepaald welke polyomino’s direct kunnen worden ingevuld. In het rechter voorbeeld moet bijvoorbeeld nog een ‘twee’ worden toegevoegd.
Normaliter wordt de oplossing eenduidig bepaald door het vooraf ingevulde getal.

## Oplossen
Begonnen kan worden met het intekenen van voor de hand liggende grenzen tussen niet-overeenkomende gegevens. Alle pollyomino’s worden omringd met behulp van de aangegeven gegevens. Dus eerst '1'-en en paren loodrecht aangrenzende '2'-en, enzovoorts. Van daaruit kan verder worden gewerkt. 
Een '1' is altijd een bouwsteen van een vakje. Aangezien er geen twee dezelfde stenen naast elkaar mogen liggen, kunnen er geen andere ‘enen’ in de buurt liggen.
Omdat fillomino's vaak met potlood worden opgelost, wordt aangeraden om geen bouwstenen met kleuren of andere markeringen vast te leggen, omdat vakjes in het bereik van meerdere getallen kunnen liggen.
Het kan handig zijn om het totale aantal vakjes in een Fillomino te vergelijken met de som van de gegeven getallen, omdat dit een overzicht geeft hoeveel getallen er in gemeenschappelijke ruimtes liggen.